# Licenza di condurre svizzera
La licenza di condurre svizzera (in tedesco Führerausweis, in francese permis de conduire, in romancio permiss da manischar) è la patente di guida rilasciata a persone che soggiornano legalmente in Svizzera, necessaria per la conduzione su strade pubbliche di veicoli a motore e che viene concessa dopo che siano stati accertati i requisiti psicofisici e attitudinali della persona. Il documento può inoltre comprovare l'identità del titolare in territorio elvetico, ma non costituisce prova della sua cittadinanza.
Dal 15 aprile 2023 la licenza di condurre svizzera è prodotta in un unico centro di stampa, con materiale in policarbonato, con dati incisi a laser e con elementi di sicurezza che rispondono ai più elevati standard internazionali ed europei. Ad eccezione di alcune disposizioni speciali, tale modello è conforme al formato di patente di guida europea, adottato dai Paesi dell'Unione europea allo scopo di rendere omogenee le informazioni contenute nel documento e di incrementarne la sicurezza.

## Categorie
A 14 anni si può ottenere:
- la licenza G, che permette di condurre veicoli a motore agricoli e forestali, come ad esempio trattori, esclusi i veicoli speciali, la cui velocità massima non supera 30 km/h.
- la licenza M, che permette la conduzione di ciclomotori leggeri e ciclomotori elettrici leggeri.

A 15 anni si può ottenere la licenza A1, che autorizza alla conduzione di motoveicoli di cilindrata con non più di 50 cm³, una potenza fino a 4 kW, e 45 km/h di velocità massima.
A 16 anni è ottenibile la medesima A1, che però è "sbloccata", ed autorizza alla conduzione di motoveicoli con cilindrata non superiore a 125 cm³, con potenza massima di 11 kW. I 16enni possono inoltre ottenere la licenza F, che autorizza alla conduzione di veicoli a motore di lavoro e trattori agricoli la cui velocità massima non supera i 45 km/h.
A 17 anni si può ottenere la licenza di allievo conducente, che autorizza alla guida accompagnati da una persona che abbia almeno 23 anni e che possieda la licenza di condurre B da almeno tre anni. Dopo un anno si può sostenere l'esame pratico per ottenere la licenza di condurre B, altrimenti il periodo di prova dura fino a tre anni.
La licenza di categoria B abilita alla conduzione di autoveicoli e tricicli a motore, con peso totale non superiore a 3500 kg e con non più di otto posti a sedere. Con un veicolo di questa categoria può, inoltre, essere trainato un rimorchio con un peso totale non superiore a 750 kg, oppure con peso maggiore, ma a condizione che il peso del convoglio non superi 3500 kg.
A 18 anni si può accedere alla licenza di categoria A (limitata), la quale permette la conduzione di motoveicoli con potenza non superiore a 35 kW.
Questi limiti sono entrati in vigore a partire dal 1º gennaio 2021, data in cui è partito il nuovo codice della strada svizzero.
A 20 anni, se si è posseduta la patente di categoria A (limitata) per almeno 2 anni, si può ottenere la patente A illimitata.